# Amitostigma parciflorum
Amitostigma parciflorum là một loài thực vật có hoa trong họ Lan. Loài này được (Finet) Schltr. mô tả khoa học đầu tiên năm 1919.